# Republicanos Homosexuales
Republicanos Homosexuales (en inglés: Gay Republicans) es un documental de televisión de 2004 dirigido por Wash Westmoreland que se centra en cuatro republicanos de Log Cabin mientras luchan con la oposición inequívoca del presidente George W. Bush al matrimonio homosexual y se ven obligados a tomar una decisión: ser buenos republicanos y apoyar al presidente, o defender sus derechos civiles como estadounidenses homosexuales. Esta decisión les brindó una oportunidad histórica de afectar las elecciones presidenciales de 2004, pero también abre divisiones que amenazan la unidad de Log Cabin.

## Trama
El documental analiza las vidas y opiniones de varios miembros homosexuales del Partido Republicano de EE. UU., que incluyen:
- Maurice Bonamigo, peluquero de Palm Beach que fue un gran partidario de George W. Bush y sus políticas.
- Carol Newman, una abogada de Los Ángeles que le ha propuesto matrimonio a su compañera de vida.
- Steve May, un exlegislador estatal que comenta sobre los cambios percibidos en el partido a lo largo del tiempo.
- Mark Harris, un activista por los derechos de los homosexuales con fuertes opiniones en ambos lados del debate.

## Reparto
- Maurice Bonamigo - como él mismo
- Terry Hamilton - como él mismo
- Mark Harris - como él mismo
- Steve May - como él mismo
- Carol Newman - como ella misma
- Carla Halbrook - como ella misma

## Recepción crítica
The Advocate describió el documental como "bastante sencillo y, a menudo, divertido", pero señaló que "a pesar de todos los personajes fascinantes que cruzan la pantalla, la película nunca profundiza más que su superficie ocasionalmente impactante". En su reseña, Variety analizó la política de los participantes y dijo que "sin aparente intención, la película de Westmoreland ofrece una visión de cómo el Partido Republicano superó a los demócratas en 2004 y marginó a toda la oposición dentro de las filas del partido". La Hartford Courant dijo que la "película muestra que los republicanos homosexuales tienen personajes tan diversos como cualquier otro republicano. Van desde una lesbiana tranquila, razonable y casada del mismo sexo hasta un clon de Bill O'Reilly que arroja desdén y grita 'cállate' cuando la discusión se vuelve contra sus puntos de vista". 

## Premios
- Premio al Mejor Documental en el AFI Fest de 2004[4]